# Malaxis novogaliciana
Malaxis novogaliciana là một loài thực vật có hoa trong họ Lan. Loài này được R.González ex McVaugh mô tả khoa học đầu tiên năm 1985.